# Dario Špikić
Dario Špikić, né le 22 mars 1999 à Zagreb en Croatie, est un footballeur croate qui évolue au poste d'ailier gauche à l'Aris Salonique, en prêt du Dinamo Zagreb.

## Biographie

### Carrière en club
Né à Zagreb en Croatie, Dario Špikić est notamment formé par l'un des clubs de sa ville natale, le Dinamo Zagreb. Il ne joue toutefois aucun match avec l'équipe première, et rejoint l'Hajduk Split en 2018, en même temps que Jurica Pršir.
En janvier 2020, il s'engage en faveur du HNK Gorica. Il joue son premier match avec sa nouvelle équipe le 2 février 2020, lors d'une rencontre de championnat face au NK Osijek. Il entre en jeu en cours de partie et les deux équipes se neutralisent (0-0).
Le 14 août 2020, il inscrit son premier but en championnat, lors de la réception du NK Varaždin. Il ne peut toutefois empêcher la défaite de son équipe sur le lourd score de 1-5.
Le 4 février 2021, il est recruté par le Dinamo Zagreb, où il a longtemps été formé. Il est prêté dans la foulée jusqu'à la fin de saison au HNK Gorica.
Špikić retrouve ainsi le Dinamo Zagreb à l'été 2021 et joue son premier match pour l'équipe première le 23 juillet 2021, lors d'une rencontre de championnat face au NK Hrvatski Dragovoljac Zagreb. Il entre en jeu à la place de Kristijan Jakić et son équipe l'emporte par quatre buts à zéro.

### En sélection nationale
Dario Špikić joue son premier match avec l'équipe de Croatie espoirs face à la Grèce, le 3 septembre 2020. Il est titularisé au poste d'ailier gauche avant d'être remplacé par Mario Ćuže, et son équipe s'impose largement par cinq buts à zéro. Il inscrit son premier but avec les espoirs lors de sa troisième sélection, lors de la large victoire de son équipe face à Saint-Marin, le 8 octobre 2020 (10-0 score final). Il est ensuite retenu avec cette sélection pour disputer le championnat d'Europe espoirs en 2021.

## Palmarès
Dinamo Zagreb
- Champion de Croatie
  - Champion : 2022 et 2023.